# Умар Валашма
Умар Валашма (*д/н — 1228) — засновник султанату Іфат, його перший володар у 1185—1228 роках. Відомий також як Умар ібн Дун'я-хуз.

## Життєпис
Походив з роду Валашма. Вважався нащадком місцевого святого Юсуфа ібн Ахмада аль-Кавнейна. Про молоді роки обмаль відомостей. 1185 року зумів захопити владу в рідному місті Сайла, оголосивши себе султаном. Наступні роки провів у боротьбі з сусідніми султанатами, розширивши межі на момент смерті 1228 року уздовж затоки Таджура.
Йому спадкував син Алі, що перетворив неміцне утворення на справжню державу.